# RuPaul
РуПол Андре Чарльз (англ. RuPaul Andre Charles, нар. 17 листопада 1960 року), відомий професійно під власним мононімом РуПол — американський актор, дреґ-квін, модель, автор, телевізійна персона та музикант. З 2009 року він веде та продюсує дреґ-квін реаліті-шоу RuPaul's Drag Race, за яке у 2016 році отримав премію Еммі. 
РуПол відомий з-поміж інших дреґ-королев своєю небайдужістю щодо гендерно-специфічних займенників, вживаних при звертанні до нього — і «він» і «вона» вважає прийнятними, як вказано у його автобіографії: «Ви можете кликати мене „він“. Ви можете кликати мене „вона“. Ви можете кликати мене Реджіс та Кейті Лі; мене не обходить! Головне, що ви мене кличете». Також РуПол грав чоловіків у кількох ролях та з'являвся між людей як в дреґу, так і поза ним. У 1999 році його нагородили премією Віто Руссо за внесок у просування рівності всередині ЛГБТ-спільноти.

## Біографія

### 1960—92: Ранні роки та кар'єра
РуПол народився 1960-го року в Сан-Дієго, штат Каліфорнія. Ім'я йому дала мати, яка походить з Луїзіани. Перша частина його імені походить від слова «roux», що є терміном, що позначає основу для ґамбо та інших креольських стю й супів. Коли його батьки розлучились у 1967 році, він та його троє сестер жили з його мамою, Тоні Чарльз. 
У віці 15 років він перебрався до Атланти, штат Джорджія, зі своєю сестрою Ренеттою, щоб вивчати виконавські види мистецтва. Протягом 1980-х РуПол намагався заробляти як музикант та кінорежисер. Він брав участь у підпільному кінематографі, допомагаючи у створенні малобюджетної стрічки Star Booty, та однойменного альбому. В Атланті РуПол часто грав у клубі Celebrity Club як танцівник на барі, або зі своїм гуртом Wee Wee Pole. Також він був бек-вокалістом для Ґлен Мідмор разом з дреґ-королевою Веджінел Дейвіс. Першою появою національного масштабу для РуПол була другорядна танцювальна роль у відео до синглу Love Shack гурту The B-52's у 1989 році. 
На початку дев'яностих РуПол працював у нічних клубах штату Джорджія та був відомий під своїм повним ім'ям. Початково беручи участь у шоу стилю гендер-бендер, РуПол грав соло або у співпраці з іншими гуртами в кількох нічних клубах Нью-Йорка, найбільш помітно у Pyramid Club. Впродовж багатьох років він відвідував щорічний дреґ-фестиваль Віґсток (англ. Wigstock), та з'явився у документальній стрічці Wigstock: The Movie. 

### 1993—97: Supermodel of the World, Foxy Lady та Ho-ho-ho
У 1993 році РуПол записав денс/хауз альбом Supermodel of the World, куди увійшов хіт Supermodel (You Better Work), кліп до якого мав несподіваний успіх на каналах MTV. 
|  | Мене не обходить, що про мене думають інші. Я займаюсь тим, чим займаюсь. Яким мене бачать інші не змінює того, чим я займаюсь. Я не обираю проекти таким чином, щоб про мене чогось не подумали. Я обираю проекти, що мене захоплюють. Я вважаю, що проблема полягає в тому, що люди відмовляються зрозуміти чим є дреґ за рамками їхньої системи переконань. |

Його наступні два сингли/відео, Back to My Roots та A Shade Shady (Now Prance), посіли перші місця у чарті Billboard в категоріях «Hot Dance Music/Club Play».

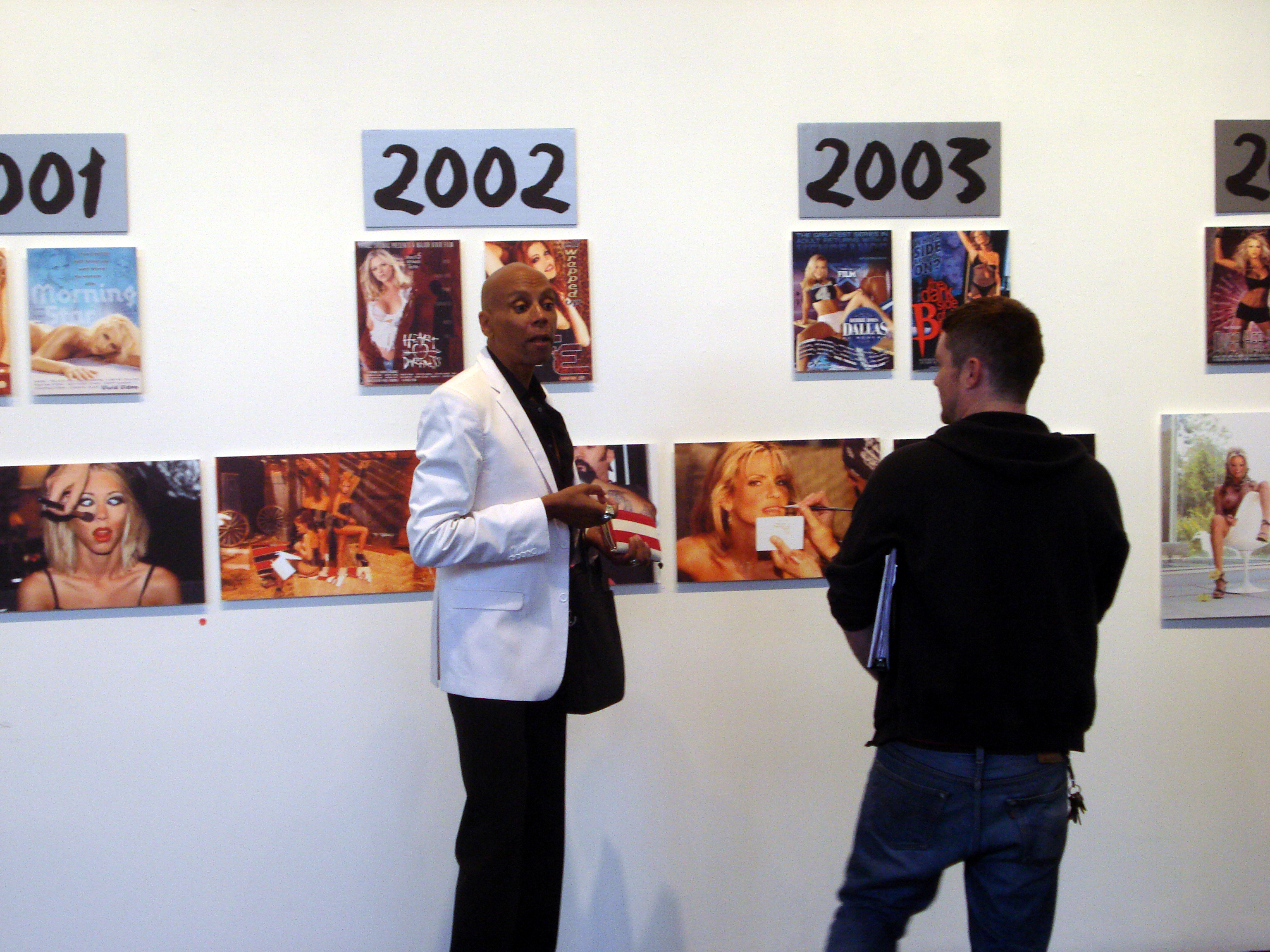
РуПол (зліва), березень 2009 року.

РуПол підписав модельний контракт з MAC Cosmetics, ставши першою дреґ-квін супермоделлю. Різноманітні білборди показували його повністю в дреґу, часто супроводжуючи словами «Я є MAC дівчинкою». Він також видав свою автобіографію, Lettin' It All Hang Out. Він просував цю книжку частково у гостьовій появі в серіалі Усі мої діти у 1995 році. 
Наступного року РуПол розпочав власне ток-шоу на каналі мережі VH1 під назвою The RuPaul Show, де проводив зустрічі з зірковими гостями та музикантами. Серед помітних гостей шоу були Даяна Росс, Nirvana, Duran Duran, Мері Джей Блайдж, Беатрис Артур, Діонн Ворвік, Сінді Лопер, Олівія Ньютон-Джон, Біні Мен, Піт Бернз, Bow Wow Wow та Backstreet Boys. Його співведучою була Мішель Вісаж, з якою він також вів передачу на радіо. У одній із серій РуПол запросив порнорежисера Чі Чі ЛеРу (англ. Chi Chi LaRue) та порноактора Тома Чейса, щоб поговорити на тему гей-порноіндустрії. 
Згодом цього ж року він видав свій другий альбом, Foxy Lady. Серед інших, до нього увійшли кавер-версії пісень Даяни Росс Work That Body, та If You Were a Woman and I Was a Man, початково записані Бонні Тайлер. Завдяки потужній базі прихильників серед гей-спільноти РуПол брав участь у подіях гей-прайдів та грав в численних гей-барах.
У 1997 році він видав свій третій, різдвяний, альбом Ho, Ho, Ho. 

### 2004—07: Red Hot, ReWorked та Starbooty
У 2004 році РуПол видав свій четвертий альбом, Red Hot, під своїм власним музичним лейблом, який, проте, не досягнув значної популярності в клубах та радіо та не отримав належного висвітлення у пресі. У своєму блозі РуПол писав, що почувався зрадженим розважальною індустрією, особливо гей-пресою. Був відомим випадок, коли видання Entertainment Weekly відмовилось робити огляд його альбому, попросивши натомість зробити комедійний внесок до модної статті. РуПол порівняв цей досвід до вислову «чорну людину можуть запросити на вечірку, проте лише якщо вона прислуговуватиме». Незважаючи на розчарування успіхом альбому, деякі пісні з нього таки змогли посісти високі місця в чартах. Проте сам альбом фігурував лише в одному рейтингу. Коли РуПол запитали про цю ситуацію в інтерв'ю, він відповів: «Ну, слово „зраджений“ буде недоречним. „Зраджений“ натякає на уявлення, що мені було дано певного роду обіцянки, а їх ніколи не було. Більш того, я був розчарований. Я не вважаю, що це була зрада. У шоу-бізнесі ніхто нічого не обіцяє, і ти розумієш це з першого дня. Проте, я не знаю, що трапилось. Здавалось, я не міг привабити увагу преси до мого альбому, якщо не бажав підігрувати ролі, яку мейнстрим-преса призначила геям, а саме бути слугами традиційних ідеалів».
В червні 2006 року РуПол видав ReWorked, перший альбом реміксів та п'ятий альбом загалом.

### 2008—10: RuPaul's Drag Race та Champion
У 2008 році РуПол почав продюсувати RuPaul's Drag Race, реаліті-телешоу, яке стартувало на телеканалі Logo в лютому 2009 року. Задумом програми було змагання кількох дреґ-королев за титул «Американська нова дреґ-суперзірка» під суддівством РуПол та інших членів журі. Переможцем першого сезону стала Бебе Захара Бенет.
В березні 2009 року РуПол видав альбом Champion. Він сягнув 12 позиції у чарті Billboard в категорії денс/електронна музика. До нього увійшли танцювальні сингли Cover Girl та Jealous of My Boogie, обидва гімни у RuPaul's Drag Race. В березні 2010 року РуПол видав шостий альбом реміксів, Drag Race. 

### 2011—13: Glamazon, лінія парфумів та косметики
У квітні 2011 року, одночасно з фіналом 3 сезону RuPaul's Drag Race РуПол видав свій шостий студійний альбом Glamazon, продюсером якого став RevoLucian, що до того працював з РуПол над альбомом Champion. На початку червня 2011 року стартував другий сезон RuPaul's Drag U. Наприкінці 2011 року розпочалось просування 4 сезону RuPaul's Drag Race. РуПол з'явився в гостях у The Rosie Show та The Chew. Стартував 4 сезон 30 січня 2012 року, де РуПол знову був суддею та ведучим. По його закінченню TV.com проголосив RuPaul's Drag Race найкращим реаліті-шоу на телебаченні.
Восени 2012 року після численних звернень шанувальників шоу відбулась прем'єра додаткового проекту RuPaul's All Stars Drag Race. В ньому взяли участь колишні учасники попередніх сезонів. 5 сезон RuPaul's Drag Race стартував 28 січня 2013 року. 30 квітня 2013 року РуПол видав сингл Lick It Lollipop за участі Леді Банні, з якою раніше співпрацював для Champion. 
Восени 2013 року РуПол спільно з виробниками косметики Colorevolution запустив власну косметичну лінію з ультра-яскравими пігментами. 

### 2014: Born Naked, What's The Tee? та Skin Wars
РуПол разом із композитором та музичним продюсером RevoLucian на своїх сторінках у Twitter та Instagram підтвердили, що працюють над майбутнім, сьомим, студійним альбомом. Реліз Born Naked відбувся 24 лютого 2014 року якраз до прем'єри шостого сезону RuPaul's Drag Race. Через тиждень після релізу альбом посів перше місце в рейтингу dance-альбомів iTunes. Наступного тижня він посів 4 місце у dance-чарті Billboard у США. 9 квітня 2014 року РуПол та Мішель Вісаж запустили першу серію свого подкасту RuPaul: What's the Tee? with Michelle Visage. В серпні він приєднався до реаліті-змагання Skin Wars у ролі судді.

### 2015: Realness, Good Work та Slay Belles
У березні 2015 року РуПол випустив свій восьмий студійний альбом під назвою Realness. Його реліз збігся з прем'єрою сьомого сезону RuPaul's Drag Race. У квітні він розпочав нове ток-шоу, Good Work, на тему пластичної хірургії. У жовтні він випустив свій другий різдвяний альбом (дев'ятий студійний) Slay Belles. Туди увійшло 10 оригінальних тематичних різдвяних пісень. Альбом сягнув 21 місця у dance-чарті Billboard у США.

### 2016: Gay for Pay, Butch Queen та нагорода Еммі
У січні 2016 року стало відомо, що РуПол презентує нове ігрове шоу для Logo TV під назвою Gay for Play Game Show Starring RuPaul, яке стартувало 11 квітня 2016 року після RuPaul's Drag Race. В лютому 2016 РуПол оголосив випуск свого десятого альбому, Butch Queen. Реліз альбому відбувся 4 березня 2016 року, саме перед прем'єрою восьмого сезону RuPaul's Drag Race. Альбом посів 3 місце у dance-чарті Billboard у США.
14 липня 2016 року було оголошено, що РуПол номіновано на прайм-тайм премію «Еммі» у номінації «Видатний ведучий реаліті- або реаліті-змагальної програми».

## Особисте життя
РуПол перебуває у стосунках із своїм партнером, австралійцем Джорджем, з середини 1990-х років.

## Дискографія

### Студійні альбоми
| Supermodel of the World                   | - Дата релізу: 8 червня, 1993 - Лейбл: Tommy Boy Records | 109 | —  | 1  | —  | —   |
| Foxy Lady                                 | - Дата релізу: 29 жовтня, 1996 - Лейбл: Rhino Records    | —   | —  | 15 | —  | —   |
| Ho, Ho, Ho                                | - Дата релізу: 28 жовтня, 1997 - Лейбл: Rhino Records    | —   | —  | 27 | —  | —   |
| Red Hot                                   | - Дата релізу: 21 вересня, 2004 - Лейбл: RuCo Inc.       | —   | 9  | —  | —  | —   |
| Champion                                  | - Дата релізу: 24 лютого, 2009 - Лейбл: RuCo Inc.        | —   | 12 | 26 | —  | —   |
| Glamazon                                  | - Дата релізу: 3 травня, 2011 - Лейбл: RuCo Inc.         | —   | 11 | 8  | —  | —   |
| Born Naked                                | - Дата релізу: 24 лютого, 2014 - Лейбл: RuCo Inc.        | 85  | 4  | —  | 18 | 176 |
| Realness                                  | - Дата релізу: 2 березня, 2015 - Лейбл: RuCo Inc.        | —   | 6  | —  | 38 | —   |
| Slay Belles                               | - Дата релізу: 23 жовтня, 2015 - Лейбл: RuCo Inc.        | —   | 21 | —  | —  | —   |
| Butch Queen                               | - Дата релізу: 4 березня, 2016 - Лейбл: RuCo Inc.        | —   | 3  | —  | 46 | —   |
| «—» позначає, що не брали участі в чартах |                                                          |     |    |    |    |     |

## Фільмографія

### Телебачення
| Рік          | Назва                                                  | Роль                                     | Коментарі                                           |
| ------------ | ------------------------------------------------------ | ---------------------------------------- | --------------------------------------------------- |
| 1993         | Суботнього вечора у прямому ефірі                      | У ролі самого себе (у дреґу)             | Запрошена зірка, серія «Charles Barkley/Nirvana»    |
| 1994         | Sister, Sister                                         | Мардж                                    |                                                     |
| 1995         | In the House                                           | Кевін                                    |                                                     |
| 1996–98      | The RuPaul Show                                        | У ролі самого себе (у дреґу)             | Ведучий, 100 серій                                  |
| 1996–98      | Nash Bridges                                           | Сімон Дюбуа                              | 2 серії                                             |
| 1998         | Hercules                                               | Rock Guardian                            | Серія «Hercules and the Girdle of Hyppolyte»        |
| 1998         | Сабріна — маленька відьмочка                           | Член Ради відьом/Перукар                 |                                                     |
| 1998         | Вокер, техаський рейнджер                              | Боб                                      |                                                     |
| 2001         | Popular                                                | Світ Хані Чайлд                          |                                                     |
| 2001         | Port Charles                                           | Мадам Аліша                              |                                                     |
| 2002         | Son of the Beach                                       | Heinous Anus                             | В титрах як РуПол Чарльз                            |
| 2008         | Project Runway                                         | У ролі самого себе (у дреґу)             | Запрошений суддя, 5 сезон, 6 серія                  |
| 2009         | Rick & Steve: The Happiest Gay Couple in All the World | Тайлер                                   |                                                     |
| 2009–present | RuPaul's Drag Race                                     | У ролі самого себе (у дреґу та поза ним) | Ведучий                                             |
| 2010         | Ugly Betty                                             | Рудольф, Емсі кабаре                     |                                                     |
| 2010–12      | RuPaul's Drag U                                        | У ролі самого себе (поза дреґом)         | Ведучий, продюсер                                   |
| 2012–present | RuPaul's Drag Race All Stars                           | У ролі самого себе (у дреґу та поза ним) | Ведучий                                             |
| 2013         | Happy Endings                                          | Крісджан                                 |                                                     |
| 2013         | Life With La Toya                                      | У ролі самого себе (поза дреґом)         |                                                     |
| 2013         | Lady Gaga and the Muppets' Holiday Spectacular         | У ролі самого себе (у дреґу)             | Запрошений виконавець: «Fashion!» разом з Lady Gaga |
| 2014         | The Face                                               | У ролі самого себе (поза дреґом)         | Запрошений суддя                                    |
| 2014         | Skin Wars                                              | У ролі самого себе (поза дреґом)         | Суддя                                               |
| 2014         | Mystery Girls                                          | Емілло                                   | Запрошена зірка, серія «Bag Ladies»                 |
| 2014         | The Comeback                                           | У ролі самого себе (поза дреґом)         | Запрошена зірка, серія «Valerie Films A Pilot»      |
| 2015         | Harvey Beaks                                           | Джекі Слізерстайн                        | Запрошена зірка, серія «Harvey's Favorite Book»     |
| 2015         | Good Work                                              | Ведучий                                  |                                                     |
| 2015         | Bubble Guppies                                         | Drag Snail/Costume Boxing Judge          | Запрошена зірка, серія «Costume Boxing»             |
| 2016         | The Muppets                                            | У ролі самого себе (поза дреґом)         | Серія «Got Silk?»                                   |
| 2016         | Gay for Play Game Show Starring RuPaul                 | Ведучий                                  |                                                     |

### Кіно
| Рік  | Назва                                            | Роль                    |
| ---- | ------------------------------------------------ | ----------------------- |
| 1987 | RuPaul Is: Starbooty!                            | Старбуті                |
| 1994 | Crooklyn                                         | Конні                   |
| 1995 | Сімейка Бреді                                    | Місіс Каммінгз          |
| 1995 | Wigstock: The Movie                              | У ролі самого себе      |
| 1995 | Зі зневірою в особі                              | Танцюрист               |
| 1995 | To Wong Foo, Thanks for Everything! Julie Newmar | Рейчел Теншнз           |
| 1995 | Red Ribbon Blues                                 | Дюк                     |
| 1995 | A Mother's Prayer                                | Диякон «Діді»           |
| 1996 | Fled                                             | У ролі самого себе      |
| 1996 | A Very Brady Sequel                              | Місіс Каммінгз          |
| 1998 | An Unexpected Life                               | Чарльз                  |
| 1999 | EDtv                                             | РуПол                   |
| 1999 | Я з групи підтримки                              | Майк                    |
| 2000 | The Eyes of Tammy Faye                           | Оповідач                |
| 2000 | The Truth About Jane                             | Джиммі                  |
| 2000 | For the Love of May                              | Джимбо                  |
| 2001 | Who is Cletis Tout?                              | Джинджер Макрум         |
| 2005 | Dangerous Liaisons                               | У ролі самого себе      |
| 2006 | Zombie Prom: The Movie                           | Делайла Стрікт          |
| 2007 | Starrbooty                                       | Старбуті/Капкейк        |
| 2008 | Another Gay Sequel: Gays Gone Wild               | Тайрел Тайрелл          |
| 2016 | Hurricane Bianca                                 | Ведучий прогнозу погоди |
| 2018 | Поліцейський пес                                 | Персефона               |

### Короткий метр
| Рік  | Назва                                                    | Роль           |
| ---- | -------------------------------------------------------- | -------------- |
| 1983 | The Blue Boy Terror                                      |                |
| 1983 | Wild Thing                                               |                |
| 1983 | Terror II                                                |                |
| 1984 | Terror 3D                                                |                |
| 1986 | Mahogany II                                              |                |
| 1986 | Psycho Bitch                                             |                |
| 1986 | American Porn Star                                       |                |
| 1987 | Voyeur                                                   |                |
| 1987 | Police Lady                                              |                |
| 1989 | Cupcake                                                  |                |
| 1989 | Vampire Hustlers                                         |                |
| 1989 | Beauty                                                   |                |
| 1997 | Shantay                                                  | Шантей         |
| 1999 | Rick and Steve: The Happiest Gay Couple in All the World | Daryl.com      |
| 2004 | Skin Walker                                              |                |
| 2006 | Zombie Prom                                              | Делайла Стрікт |
| 2008 | How We Got Over                                          |                |

## Нагороди та номінації
| Рік  | Нагорода                         | Категорія                                                                                     | Результат |
| ---- | -------------------------------- | --------------------------------------------------------------------------------------------- | --------- |
| 1993 | 1993 MTV Video Music Awards      | Найкраще танцювальне відео — «Supermodel (You Better Work)»                                   | Номінація |
| 1999 | GLAAD Media Awards               | GLAAD Vito Russo Award                                                                        | Перемога  |
| 2010 | 21st GLAAD Media Awards          | Видатна реаліті-програма — RuPaul's Drag Race                                                 | Перемога  |
| 2010 | NewNowNext Awards                | Найкраща нова втіха — RuPaul's Drag Race                                                      | Перемога  |
| 2012 | Critics' Choice Television Award | Найкращий ведучий реаліті-шоу — RuPaul's Drag Race                                            | Номінація |
| 2012 | TV.com's Best of 2012 Awards     | Найкращий суддя/ведучий реаліті-шоу — RuPaul's Drag Race                                      | Перемога  |
| 2013 | Critics' Choice Television Award | Найкращий ведучий реаліті-шоу — RuPaul's Drag Race                                            | Номінація |
| 2013 | Entertainment Weekly             | Найкраще вдягнений суддя реаліті-телебачення — RuPaul's Drag Race                             | Перемога  |
| 2013 | TV.com's best of 2013 Awards     | Найкращий суддя/ведучий реаліті-шоу — RuPaul's Drag Race                                      | Перемога  |
| 2015 | Primetime Creative Emmy Awards   | Видатний макіяж для багатокамерного серіалу чи спеціального випуску (без накладної косметики) | Номінація |
| 2016 | Primetime Creative Emmy Awards   | Видатний ведучий реаліті- або реаліті-змагальної програми                                     | Перемога  |

### Епоніми
На честь актора у 2020 році названо новий вид мух Opaluma rupaul